# Syndactyla roraimae
A Syndactyla roraimae a madarak (Aves) osztályának verébalakúak (Passeriformes) rendjébe és a fazekasmadár-félék (Furnariidae) családjába tartozó faj.

## Rendszerezése
A fajt Carl Edward Hellmayr osztrák ornitológus írták le 1917-ben, az Automolus nembe Automolus roraimae néven. Besorolása vitatott, egyes szervezetek, még mindig ide sorolják.

## Alfajai
- Syndactyla roraimae duidae Chapman, 1939
- Syndactyla roraimae paraquensis W. H. Phelps & W. H. Phelps Jr, 1947
- Syndactyla roraimae roraimae Hellmayr, 1917
- Syndactyla roraimae urutani W. H. Phelps & Dickerman, 1980[4]

## Előfordulása
Dél-Amerika északi részén, Brazília, Guyana és Venezuela területén honos. Természetes élőhelyei a szubtrópusi vagy trópusi hegyi esőerdők. Állandó, nem vonuló faj.

## Megjelenése
Átlagos testhossza 18 centiméter, testtömege 22–32 gramm.

## Életmódja
Ízeltlábúakkal táplálkozik, melyet egyedül, párban vagy kisebb vegyes csapatokban keresgél.

## Természetvédelmi helyzete
Az elterjedési területe nagy, egyedszáma pedig stabil. A Természetvédelmi Világszövetség Vörös listáján nem fenyegetett fajként szerepel.